# دل سوران (زاز الشرقي)
دل سوران (بالفارسية: دل سوران) هي قرية تقع في إيران في قسم زاز الشرقي الریفي. يقدر عدد سكانها بـ 92 نسمة .